# Vlag van Essen (België)
De vlag van Essen werd door de gemeenteraad op 8 november 1995 officieel vastgesteld als de gemeentelijke vlag van de Antwerpse gemeente Essen. Op 25 juni 1996 werd hij door het Bestuur van Vlaanderen bevestigd en uiteindelijk gepubliceerd op 31 augustus 1996 in het officiële Belgisch Staatsblad.
Officieel wordt de vlag beschreven als:
Twee even lange banen van blauw en van geel, met in de broektop het wapenschild van de gemeente.
De kleuren van de vlag zijn de hoofdkleuren van het gemeentewapen, waarvan het wapenschild in de broektop is geplaatst.